# Бабы новых нарожают
«Бабы новых нарожают» («бабы ещё нарожают») — крылатая фраза, означающая отношение военачальников к ценности человеческой жизни и чаще всего приписываемая публицистами маршалу СССР Жукову. При этом фраза существовала уже в начале XX века и имеет более ранний аналог во французском языке. Русский вариант высказывания мог возникнуть на основе французского аналога, который появился раньше. Исследователь Константин Душенко указывает также на то, что фраза могла иметь фольклорное происхождение. Имеющиеся источники не позволяют однозначно установить, повторял ли эту фразу Жуков.

## В русском языке
Высказывание «бабы новых нарожают» со ссылкой на Георгия Жукова впервые появилось в литературе в 1996 году с подачи журналиста Максима Соколова, а затем было популяризировано Михаилом Веллером, Александром Бушковым и рядом других писателей. Будучи ведущим журналистом издания «Коммерсантъ», Соколов опубликовал статью к 100-летию Жукова, позже включенную в его сборник исторической публицистики. Статья содержит следующее утверждение:

Наполеон, — говорилось здесь, исходил из того, что пушечное мясо, chair a canon, не стоит ничего или почти ничего. <…> Жуков в этом смысле не был более гениален, чем Наполеон, ибо проблема сбережения своих солдат была отброшена им в принципе — «война всё спишет», а равно «бабы новых нарожают».
— Соколов М. Жуков. Бей, барабан, и военная флейта громко свисти на манер снегиря // Коммерсантъ. — М., 1996. — 30 ноября. С. 11
В советской литературе высказывание циркулировало без упоминания каких-либо исторических личностей (см.) и было в употреблении ещё до Второй мировой войны. Например, в рассказе писателя Александра Мисюрева «Бергалы» (1936) о горных рабочих с Алтая упоминается следующее:

Господа офицеры нашими шкурами не дорожат. Намедни взялись мы крепи уделывать, а штейгер вопит: — Такие-сякие, долбите руду, плевать, коль обвалится, вашего брата много, бабы ещё нарожают….
— Мисюрев А. Бергалы // Сибирские огни. — 1936. — № 3. — С. 44
Одно из первых упоминаний фразы встречается в хронике «Страдные дни Порт-Артура» (1906) и приписывается князю Павлу Петровичу Ухтомскому, служившему контр-адмиралом. Приводится следующий разговор армейского полковника с Ухтомским:

Полковник спросил, <…> выйдет ли наш флот к бухте Киньчжоу в том случае, если из северной армии прибудет к нам помощь, которая должна будет пробиваться Киньчжоуским перешейком <…>.
— Нет
— Почему же нет? — горячился полковник, — ведь это значит дать возможность избить лишний наш полк, бригаду, а то и целую дивизию! Лишние жертвы.
Адмирал ответил, что такая потеря для него ничего не значит. Дивизия — это 16000 человек, а как статистика показывает, русские женщины рождают это количество детей в течение двух недель; следовательно, урон восполнится скоро…
— Если же, — закончил адмирал свои доводы, — при этом погибнет даже одна канонерская лодка, её уж родить нельзя — на постройку её потребуются годы…
— Ларенко П. Страдные дни Порт-Артура: Хроника военных событий и жизни в осажденной крепости c 26 января 1904 г. по 9-е января 1905 г. По дневнику мирного жителя и рассказам защитников крепости: в 2 ч. — СПб.: 1906, С. 170
Таким образом, высказывание вошло в языковой оборот в период Русско-японской войны.

## Аналоги в итальянском языке
Согласно легенде, которая, однако, ставится под сомнение историками, в 1488 г. при бегстве Катерины Сфорца в крепость Равальдино, братьями Орси был выдвинут ей ультиматум о сдаче, в обмен на жизнь её детей, оставшихся у них в заложниках. В ответ на это Катерина взобралась на крепостную стену и задрала подол, тем самым оголив гениталии, и сообщив:

Давайте, если хотите: повесьте их прямо перед мной … у меня здесь достаточно, чтобы наделать других!
Оригинальный текст (итал.)Fatelo, se volete: impiccateli pure davanti a me ... qui ho quanto basta per farne altri!
— 

## Аналоги во французском языке
Аналог русского высказывания появился во французском языке намного раньше и звучит следующим образом: «Одна ночь в Париже (всё) это восполнит (исправит)» (краткий вариант: «Это всего лишь одна ночь Парижа»). При этом имеется в виду, что за одну ночь в Париже будет зачато такое количество будущих солдат, которое компенсирует потери личного состава. Французское высказывание традиционно приписывалось генералиссимусу принцу де Конде. Считается, что де Конде произнёс эти слова 11 августа 1674 года, глядя на усеянное трупами поле битвы при Сенефе. Биограф де Конде Жозеф Дезормо приводит следующую версию:

Ладно, ладно, это всего лишь одна ночь в Париже
Оригинальный текст (фр.)Bon, bon, ce n’est qu’une nuit de Paris
— Desormeaux J.-L. Histoire de Louis de Bourbon, Second de Nom, Prince de Condé, Premier Prince Du Sang, Surnommé Le Grand, Vol. 4: Ornée de Plans de Sièges Et de Batailles. — Paris: Desaint, 1768 — С. 409
Высказывание подвергалось общественному осуждению. Габриель Анри Гайяр в трактате «Преимущества мира» (1767) писал: «…Я бы желал бы иметь возможность вычеркнуть из жизни Великого Конде бесчеловечную фразу, которая вырвалась у него в состоянии опьянения от бойни при Сенефе». В трактате Поля Гольбаха «Социальная система, или Естественные основы морали и политики» (1773) утверждается следующее: «Говорят, что Великий Конде, потерявший много людей в битве, сказал, что все это исправит одна ночь в Париже. Однако, сколь бы великим ни был этот принц, считал он плохо. Одна ночь в Париже не дает государству полностью возмужалых мужчин: из десяти рожденных детей не более одного доживет до 30 лет». Во французском пособии по военному делу как бы в противовес высказыванию де Конде приводится следующая фраза со ссылкой на полководца Тюренна: «Нужно 30 лет, чтобы создать солдата».
Авторство де Конде не является бесспорным. Дезормо замечал: «Эти слова приписывают столь многим французским военачальникам, что нельзя решительно утверждать, будто они вышли из уст принца [де Конде]». Позднее «фразу де Конде» стали приписывать Наполеону, связывая её с кровопролитными сражениями при Прейсиш-Эйлау, Фридланде и Бородине; в XX веке эта версия стала доминировать как в самой Франции, так и за её пределами.

## Взаимосвязь между русскими и французскими вариантами
Русской аудитории фраза принца де Конде была известна благодаря учебнику русской грамматики Николая Курганова, являвшегося бестселлером своего времени и переиздававшегося 11 раз с 1769 по 1837 гг. В нём высказывание приписывается соратнику де Конде маршалу Люксембургу:

Люксенбургскаго маршала увѣщавалъ одинъ изь его прїятелей, чтобъ онъ не всѣмъ войскомъ чинилъ приступъ. Ахъ, государь мой! сказалъ онъ: въ томъ есть слава нашего непобѣдимаго Монарха. Знаете ли, что податныя дѣвушки въ Парижѣ не меньше того въ одну ночь надѣлать могуть.
— Курганов Н. Письмовник. — СПб.: Типография И. Глазунова, 1818. — С. 183
Это является искаженным пересказом отрывка из трагикомедии «Маршал Люксембург на лоне смерти» (1696), представляющей собой сатиру на французский двор и французскую политику. Речь идёт о следующем диалоге между маршалом Люксембургом и мадам де Ментенон из оригинального текста трагикомедии:

Маршал Люксембург: На что же они [солдаты] жалуются, мадам?
Мадам де Ментенон: На то, что во всех сражениях, которые вы дали, вы жертвовали ими без жалости и пощады скорее ради того, чтобы проложить себе путь к славе, чем ради служения Его Величеству.
Маршал Люксембург: Принц де Конде говаривал, сударыня, что парижским девицам лёгкого поведения стоило всего одной ночи дать ему десять тысяч солдат, когда он терял их в осаде или в бою.
Оригинальный текст (фр.)Luxembourg: Dequoife plaignent-ils donc, Madame?

Madame de Maintenon: De ce que vous les avez sacrifiez sans pitie & sans misericorde dans toutes les batailles que vous avez donnees, plutot pour vous faire un pont a la glorie que pour le service de Sa Majeste.
Luxembourg: Le Prince de Conde avoit coutume de dire, Madame, qu'il n'en coutoit qu'une nuit aux filles filles de joye de Paris pour lui donner dix mille Soldats, quand il les auroit perdus a un Siege ou a Combat.
— Le marechal de Luxembourg au lit de la mort: Tragi-comédie en 5 actes. — Cologne: Pierre Richemont, 1695. — СС. 78—79

## Другие аналоги
В ходе гражданской войны в Кастилии войска Генриха Трастамарского долгое время безуспешно осаждали крепость Саморы, которую в 1369—1371 годах оборонял гарнизон во главе с верным Педро Жестокому сеньором Альфонсом Лопесом де Техедой. В руках осаждавших оказались два сына и дочь Альфонса, которых они грозили убить, если Техеда не сдаст крепость. Тот, однако, отказался это сделать. По словам португальского хрониста Фернана Лопиша, Альфонсо при этом сказал, что убивать его сыновей не имеет смысла, ведь «у него остаются кузница и молот, которыми он их сделал, и он может так же сделать и других» (que ainda ell tinha a forja e o martello com que fezera aquelles, e que assi faria outros). Аллюзия на этот исторический анекдот содержится в девятой главе романа Ромена Роллана «Кола Брюньон».
Следует отметить, что данная история имеет параллель в виде предшествовавших испанских событий. В 1294 году город Тарифу осаждали войска Маринидов, поддерживавшие претендента на испанский престол инфанта Хуана. У них в заложниках оказался сын командующего обороной города Гусмана Эль-Буэно, верного кастильскому королю Санчо IV. В ответ на угрозу убить чадо Гусман самолично сбросил с крепостной стены нож для этой цели, заявив, что предпочитает не иметь ни сына, ни позора, чем иметь и то и другое. Как в 1294, так и в 1371 году осаждавшие исполнили свою угрозу убить детей; Гусман, однако, не говорил о «производстве» новых сыновей.